# Mainahiya
Mainahiya – gaun wikas samiti w zachodniej części Nepalu w strefie Lumbini w dystrykcie Rupandehi. Według nepalskiego spisu powszechnego z 2001 roku liczył on 1002 gospodarstw domowych i 6708 mieszkańców (3265 kobiet i 3443 mężczyzn).